# Gospić
Gospić je grad u gorskoj Hrvatskoj. Nalazi se u središnjem dijelu Like, a političko je i gospodarsko sjedište Ličko-senjske županije.
Područje Gospića i njegove okolice naseljeno je od pretpovijesti (u starijemu kamenom dobu te kontinuirano tijekom brončanoga i željeznoga doba). Sam grad Gospić, jedan od najmlađih gradova u Hrvatskoj, dobio je fizionomiju grada za vrijeme Vojne krajine početkom 18. stoljeća od kada je upravno sjedište Like. Proživio je burnu prošlost, posebice za vrijeme Drugoga svjetskog i Domovinskoga rata.
Prostire se na površini od 967 km², oko 42 km u smjeru jugoistok-sjeverozapad i oko 33 km u smjeru sjeveroistok – jugozapad.
Zavičaj je mnogih velikana od kojih se ističu dr. Ante Starčević, otac domovine, svjetski poznati znanstvenik Nikola Tesla i slikar Miroslav Kraljević. Spomen-dom doktora Ante Starčevića u Velikom Žitniku sagrađen je 1998., a Memorijalni centar Nikola Tesla u Smiljanu djeluje od 2006. godine.
Na širem području Gospića nalazi se velik broj vrijednih prirodnih znamenitosti kao što su Nacionalni park Paklenica, Park prirode Velebit, rijeke Lika, Novčica i Bogdanica, spilje Ostrovica i Pčelina, Kruščićko jezero, poučna staza Terezijana, paleontološki spomenik prirode Velnačka glavica, park šume Jasikovac i Vujnovića brdo te vrijedne velebitske preborne šume. Godine 1900. u gospićkoj park šumi Jasikovac bilo je tenisko igralište, prvo u Hrvatskoj i ovome dijelu Europe. U Jasikovcu je osnovan i najstariji teniski klub u Hrvatskoj.
Gospićko-senjska biskupija sa sjedištem u Gospiću djeluje od 2000. godine. Ekonomski poticaj napretku Gospića dala je izgradnja moderne autoceste A1 koja prolazi Gospićem i Likom otvorena 26. lipnja 2005. godine. Lička pruga također povezuje Gospić sa Zagrebom i Splitom.

## Gradska naselja
Gradu Gospiću pripada 50 naselja (u 2011. godini):
- Aleksinica
- Barlete
- Bilaj
- Brezik
- Brušane
- Budak
- Bužim
- Debelo Brdo I
- Debelo Brdo II
- Divoselo
- Donje Pazarište
- Drenovac Radučki
- Kalinovača
- Kaniža Gospićka
- Klanac
- Kruščica
- Kruškovac
- Kukljić
- Lički Čitluk
- Lički Novi
- Lički Osik
- Lički Ribnik
- Lipe
- Mala Plana
- Medak
- Mogorić
- Mušaluk
- Novoselo Bilajsko
- Novoselo Trnovačko
- Ornice
- Ostrvica
- Oteš
- Pavlovac Vrebački
- Počitelj
- Podastrana
- Podoštra
- Popovača Pazariška
- Rastoka
- Rizvanuša
- Smiljan
- Smiljansko Polje
- Široka Kula
- Trnovac
- Vaganac
- Velika Plana
- Veliki Žitnik
- Vranovine
- Vrebac
- Zavođe
- Žabica

## Zemljopisni položaj
Grad Gospić je grad u središnjem dijelu Like, smješten na ocjeditoj zaravni uz rijeku Novčicu. Prostire se na površini od čak 967 km², dimenzija oko 42 km u smjeru jugoistok-sjeverozapad i oko 33 km u smjeru sjeveroistok-jugozapad. Od toga, samo mali dio stvarno se odnosi na sam grad Gospić, a ostalo se odnosi na okolna slabo naseljena i raštrkana sela, koja su administrativno u sastavu Grada Gospića, jer u blizini nema drugoga općinskoga mjesta. Površina Grada Gospića (kao općine) veća je od površine Grada Zagreba, čak i od Međimurske županije, a također veća i od površine Pariza i Berlina.
Usred Ličkog polja, jednog od najvećih krških polja u Hrvatskoj, na nadmorskoj visini od 562 m nad morem, na raskrižju putova i na obalama triju rijeka Like, Novčice i Bogdanice smješten je grad Gospić, koji je, kako se pretpostavlja dobio ime od latinske riječi "hospitium", što znači konačište, svratište.
Podneblje je povoljno za stočarstvo, posebno za ovčarstvo. Lička pramenka je pasmina ovce, koja je nastala u planinskim područjima Like i Gorskog kotara. Danas se uzgaja oko 5000 ovaca i ovnova ličke pramenke, a postoje i druge pasmine ovaca u Lici. Od mlijeka se rade tradicionalni sirevi lički škripavac i basa. Tradicionalno govedo je lička buša, naviknuto na život u ličkim uvjetima, a odgovara mu ekstenzivan način uzgoja koji podrazumijeva uzgoj na pašnjacima, u skromnim uvjetima. Otporna je na bolesti, ljeto i zimu provodi vani, bilo na pašnjaku ili u toru. U staju se goveda zatvaraju samo za najveće zime i nevremena. Buša se teli sama, u prirodi.
Klimatske prilike, sastav tla, očuvan okoliš te dobrim dijelom zadržan tradicionalni način proizvodnje jedinstveni su uvjeti za uzgoj ličkog krumpira. Razlikuje se od običnog krumpira po većem postotku suhe tvari, minerala i vitamina. Upisan je u registar zaštićenih oznaka izvornosti i zaštićenih oznaka zemljopisnog podrijetla EU od 2015. godine.

### Klima
Gospić ima umjereno kontinentalnu klimu, Cfb po Köppenovoj klasifikaciji klime, s prosječnim temperaturama koje variraju od –0.9 °C u siječnju do 18,1 °C u srpnju. Budući da se nalazi više od 500 metara iznad razine mora, područje doživljava velike dnevne raspone, posebno u ljetnim mjesecima, a mraz je zabilježen u svakom mjesecu, osim za srpanj. Rekord niske i visoke temperature je –33,5 °C i 38,7 °C. Gospić je također vrlo kišni grad, uz blagi ljetni minimum, doživljava mnogo oborina tijekom cijele godine, a maksimalno na jesen. Tijekom zime, u Gospić mogu biti jake snježne oborine, u prosjeku ima 5 dana godišnje, kada je više od 50 cm snijega, a 16 dana, kada je više od 30 cm. Rekord sniježnoga pokrivača je 285 cm izmjerena je u veljači 1916. godine.
| Klimatološki srednjaci za Gospić           | Klimatološki srednjaci za Gospić | Klimatološki srednjaci za Gospić | Klimatološki srednjaci za Gospić | Klimatološki srednjaci za Gospić | Klimatološki srednjaci za Gospić | Klimatološki srednjaci za Gospić | Klimatološki srednjaci za Gospić | Klimatološki srednjaci za Gospić | Klimatološki srednjaci za Gospić | Klimatološki srednjaci za Gospić | Klimatološki srednjaci za Gospić | Klimatološki srednjaci za Gospić | Klimatološki srednjaci za Gospić |
| mjesec                                     | sij                              | velj                             | ožu                              | tra                              | svi                              | lip                              | srp                              | kol                              | ruj                              | lis                              | stu                              | pro                              |                                  |
| ------------------------------------------ | -------------------------------- | -------------------------------- | -------------------------------- | -------------------------------- | -------------------------------- | -------------------------------- | -------------------------------- | -------------------------------- | -------------------------------- | -------------------------------- | -------------------------------- | -------------------------------- | -------------------------------- |
| apsolutni maksimum, °C                     | 16,0                             | 20,1                             | 23,4                             | 27,9                             | 31,6                             | 35,4                             | 38,7                             | 37,2                             | 33,3                             | 28,8                             | 25,7                             | 16,9                             |                                  |
| srednja dnevna temperatura, °C             | −1,8                             | −0,5                             | 3,8                              | 8,5                              | 13,2                             | 16,8                             | 19,0                             | 18,3                             | 14,1                             | 9,2                              | 4,4                              | 0,1                              |                                  |
| apsolutni minimum, °C                      | −32,6                            | −33,5                            | −23,6                            | −10,5                            | −7,0                             | −1,8                             | 2,4                              | 0,0                              | −5,6                             | −13,7                            | −23,2                            | −27,0                            |                                  |
| oborine, mm                                | 114,3                            | 113,7                            | 112,1                            | 120,6                            | 109,4                            | 97,3                             | 71,3                             | 83,7                             | 132,9                            | 189,4                            | 189,4                            | 164,8                            |                                  |
| Izvor: , podaci za razdoblje 1872. – 2015. |                                  |                                  |                                  |                                  |                                  |                                  |                                  |                                  |                                  |                                  |                                  |                                  |                                  |

## Stanovništvo
| broj stanovnika | 32381 | 33164 | 31371 | 34376 | 38103 | 35380 | 35600 | 35312 | 26920 | 26285 | 27390 | 26683 | 23285 | 22026 | 12980 | 12745 | 11502 |
|                 | 1857. | 1869. | 1880. | 1890. | 1900. | 1910. | 1921. | 1931. | 1948. | 1953. | 1961. | 1971. | 1981. | 1991. | 2001. | 2011. | 2021. |

| broj stanovnika | 1658  | 1852  | 2429  | 2626  | 3295  | 3275  | 3653  | 3826  | 4204  | 5127  | 6767  | 8046  | 8725  | 9025  | 6088  | 6575  | 6362  |
|                 | 1857. | 1869. | 1880. | 1890. | 1900. | 1910. | 1921. | 1931. | 1948. | 1953. | 1961. | 1971. | 1981. | 1991. | 2001. | 2011. | 2021. |

Do novog teritorijalnog ustrojstva Hrvatske, postojala je bivša velika općina Gospić, sljedećeg etničkog sastava:
| godina popisa | ukupno | Hrvati           | Srbi             | Jugoslaveni   | ostali       |
| ------------- | ------ | ---------------- | ---------------- | ------------- | ------------ |
| 1991.         | 29 049 | 18 613 (64,07 %) | 8976 (30,89 %)   | 513 (1,76 %)  | 947 (3,26 %) |
| 1981.         | 31 263 | 18 525 (59,25 %) | 9283 (29,69 %)   | 2907 (9,29 %) | 548 (1,75 %) |
| 1971.         | 37 383 | 24 307 (65,02 %) | 11 801 (31,56 %) | 635 (1,69 %)  | 640 (1,71 %) |

Po popisu stanovništva iz 2011. godine, grad Gospić ima 12 745 stanovnika.
- Hrvati – 11 860
- ostali – 885

Zakonom o područjima županija, gradova i općina u Republici Hrvatskoj utvrđen je naziv, područje i sjedište Grada Gospića, kao i druga pitanja od važnosti za teritorijalno ustrojstvo jedinice lokalne samouprave. Granice područja Grada idu katastarskim granicama rubnih naselja koja ulaze u njegovo područje. Naselje Gospić ima 6575 stanovnika. U sastavu Grada uključena su i prigradska naselja koja s gradskim naseljima čine gospodarsku cjelinu te su s njima povezana dnevnim migracijskim kretanjima i svakodnevnim potrebama stanovništva od lokalnog značaja.

### Gospić (gradsko naselje)
- 2021. – 11 502 (Hrvati: 10 854, 94,34 %, Srbi: 412, 3,58 %, ostali: 506, 4,39 %)
- 2011. – 12 745 (Hrvati: 11 860, Srbi: 609, ostali: 276)
- 2001. – 12 980
- 1991. – 9025 (Hrvati: 5015, Srbi: 3243, Jugoslaveni: 282, ostali: 485)
- 1981. – 8725 (Hrvati: 4250, Srbi: 2718, Jugoslaveni: 1516, ostali: 241)
- 1971. – 8046 (Hrvati: 4622, Srbi: 2888, Jugoslaveni: 336, ostali: 200)

## Uprava
Trenutačni gradonačelnik Gospića je Darko Milinović.

## Dan Grada Gospića
Dan Grada Gospića je 22. srpnja, blagdan Svete Marije Magdalene, i obilježava se svečano. Lokalno se naziva „Mandalina”.

## Grb i zastava Grada Gospića
Grb Grada Gospića ima oblik poluokruglog štita. U poluokruglom štitu, na crvenom polju, nalazi se srebrni vuk u borbenom položaju. Vuk u desnoj šapi drži mač srebrne oštrice i zlatne drške.
Zastava Grada Gospića je pravokutnog oblika. Odnos dužine i širine je 2:1. U sredini zastave, na sjecištu dijagonala nalazi se obostrano grb Grada Gospića. Visina grba je 2/3 širine zastave.

## Povijest

### Prije nastanka grada
Područje Gospića i njegove okolice naseljeno je od pretpovijesti (u starije kameno doba, te u kontinuitetu u brončano i željezno doba). Dokaz tomu su brojni arheološki nalazi, što se posebice odnosi na željeznodobno pleme Japoda. Lika obliluje kamenom i drvo pa su se od toga radile kuće, a stanovništvo se stoljećima bavilo stočarstvom, jer nije bilo uvjeta za zemljoradnju.
U antičko doba, ovaj je prostor obilježen jednom od najznačajnijih prometnih komunikacija što je iz unutrašnjosti (Siscia), kontinentalnim pravcem vodila prema jugu i morskoj obali (Salona). Na ovom području i prije dolaska Hrvata živjelo je autohtono domorodačko stanovništvo kojeg su činili potomci Japoda i rimski doseljenici, koji su vladali Likom, koja je bila u sklopu Rimskog Carstva. Rimljani su gradili puteve, postaje, širili svoju kulturu i običaje.
Pokazatelji o razdoblju hrvatskih narodnih vladara i stvaranju hrvatske države su ulomci starohrvatskog pletera, pronađeni u nekoliko stilskih i vremenskih odrednica na nekoliko lokaliteta u neposrednoj blizini Gospića. Oni nas ujedno upućuju i na brojne sakralne građevine i kršćansku pripadnost stanovništva ovog prostora u srednjem vijeku.
Od 11. stoljeća jačaju plemenitaške obitelji, koje uz gospodarski razvitak, grade svoje dobro utvrđene gradove – burgove, te u njima razvijaju kulturne i duhovne tekovine ondašnjeg doba. Obitelji su to Tolimirovića, Mogorovića, Tugomirića, Disislavića i drugih.
Začetke naselja današnjeg grada otkrivamo u ispravi iz 1263. godine, u kojoj kralj ugovara zamjenu posjeda s ličkim županom Petrom Tolimirovićem, u kojoj se između ostalih, spominje i naselje Kaseg, a kasnije Kasezi, na lijevoj obali rijeke Like, pored potoka Novčice. Poznato je da je kralj Bela IV., s ličkim županom Petrom Tolimirovićem ugovorio zamjenu toga grada. Kralj je za Počitelj dao ličkom županu sela Kaseg (današnji grad Gospić), Sičevo, Grebenar i Brotnjan. Iz nešto kasnijih isprava doznajemo da su u Kasegu živjeli lički rodovi Mogorovići, Korini, Vidasi, Prohočići, Ljutčid i Lukšići.

### Od turskih prodora do 20. stoljeća
U vrijeme turskih prodora Kasezi se raseljavaju, te nanovo naseljavaju, sudeći po riječima putopisca koncem 18. stoljeća koji spominjući Gospić, govore o gradu koji "bijaše prije kukavni turski grad", u kojem "Grci" imaju malu crkvu s kipom Gospe, a po čemu je Gospić dobio ime.
Brojne su legende o nastanku naziva Gospić. Jedna je priča o dvije kneginje od kojih je jedna Gospava osnovala ovdje grad, do teorije da naziv dobiva po hospitiumu u Kaniži kojeg su osnovali karlobaški kapucini (1721. g.), no tada je poznati naziv već ustaljen.
U prvom popisu na području današnjeg grada ili sasvim blizu njega, nalazi se selo Gospojina u nahiji (kotaru) Novi, a 1604. godine kao naselje Gospić.
Temelj današnjeg grada, udaraju dvije turske kule – kula age Senkovića na prijelazu preko rijeke Novčice (danas najstarija kuća u gradu), te kula age Alića, na kojoj se i danas vide ostatci kružnog tlocrta na lokaciji Kulina (poznat kao Rajčić-grad). Od 1527. do 1689. bio je pod vlašću Turaka.
Prije dolaska Turaka, u Lici su živjeli uglavnom Hrvati. Iako je na području Like bilo mnogo utvrđenih gradova, nije bilo vojske ni stanovništva koji bi ih branili od Turaka u vrijeme napada. Zbog opasnosti od Turaka i mnogobrojnih upada, mnogobrojno stanovništvo se povuklo u sigurnije krajeve pa su Turci osvojili cijelu Liku. Opustjelu Liku, Turci su naseljavali Vlasima, koji su većinom ostali i nakon odlaska Turaka. Središte Ličkog sandžaka bilo je u Širokoj Kuli kraj Gospića.
Nakon izgona Turaka iz Like 1689. godine pod zapovjedništvom generala Herbersteina, od konca 17., tijekom 18., a posebice u 19. stoljeću, Gospić dobiva prepoznatljive urbanističke odrednice kao upravno, administrativno, političko, vojno i kulturno središte ličkog prostora. Hrvati koji su napustili Liku dolaskom Turaka, nisu se više vraćali, nego su u Liku doselili novi Hrvati uglavnom iz Gorskog kotara, Dalmacije i Primorja.
To je vrijeme izgradnje današnje katedralne crkve Navještenja Blažene Djevice Marije (1781. – 1783.), gradske kapelice Sv. Ivana Nepomuka, premda je ona već postojala prije 1756. godine (spominje se u gospićkoj Matici umrlih 1759. godine), a na toj lokaciji pored kapelice bilo je i groblje.
Širenjem gradske jezgre i populacije, osjeća se potreba za novim prostorom gradskog groblja, te se ono premješta na današnju lokaciju i gradi kapelica posvećena Sv. Mariji Magdaleni (1856.), ujedno zaštitnici Grada.
Od 1729. g. Gospić je sjedište Ličke i Otočke pukovnije, ali i stožerno mjesto, pa je intenzivirana izgradnja za vojne, časničke potrebe – zgrada generala brigadira (1767.), general pukovnika (1798. g.), zgrada za liječnike.
Godine 1729. osniva se i prva pučka škola, 1766. njemačka škola, 1799. "normalka", 1823. matematička škola za obrazovanje dočasnika, Djevojačka škola, pa zatim Viša domaćinska škola.
U doba napoleonove vladavine, Lika je bila jedno vrijeme do 1814. pod vlašću Francuza. Sagrađene su nove ceste, škole i upravne zgrade. Dio stanovnika se iselio, jer nisu htjeli služiti u francuskoj vojski. Nakon pada Napoleona, Lika je ponovno pod austrijskom vlašću. Gospić je središte Ličko-krbavske županije od 1886. do 1924. godine. Površina je bila slična današnjoj Ličko-senjskoj županiji, ali s područjem Gračaca. Županija je imala 204 710 stanovnika 1910. godine. Prema popisu stanovnika 2011. godine, Ličko-senjska županija imala je 50 927 stanovnika.
U 19. stoljeću grade se i novi gradski mostovi: preko Novčice 1804. g. i preko Bogdanice 1845. godine U okolici Gospića rođena su dva velikana u 19. stoljeću. Ante Starčević rođen je 1823. godine u mjestu Veliki Žitnik. Pučku školu pohađao je u Klancu. Nikola Tesla rođen je 9./10. srpnja 1856. godine u mjestu Smiljan. Već s pet godina Nikola se šetao po Velebitu koji se nadvijao iznad njegova rodnog sela. Budući izumitelj svjetske slave pohađao je njemačku osnovnu školu u Smiljanu, a istu je završio u Gospiću. Za vrijeme vatrogasne vježbe na rijeci u Gospiću, dogodio se kvar, a popravio ga je Tesla. Skočio je u vodu gdje se nalazio drugi kraj vatrogasne cijevi, koji je bio začepljen. Nikola je cijev vrlo brzo odčepio, pa je voda iz pumpe suknula po okupljenim građanima. Bio je iznesen na ramenima i postao heroj dana. Gimnaziju je pohađao u Gospiću, potom u Rakovcu kraj Karlovca, gdje je maturirao. Uredio je gospićku knjižnicu. U školi je bio dobar đak, jedino mu slobodno crtanje nije polazilo za rukom. Najdraži predmet bila mu je matematika. Kad je završio treći razred niže realne gimnazije u Gospiću, teško se razbolio i čak je izgledalo da će umrijeti.
Gradsku jezgru krasi i brončani kip Vodarice Marte nepoznatog autora, postavljen u čast dovršenja gradskog vodovoda Brušane – Gospić 31. prosinca 1893. g. (pušten u rad 1. siječnja 1894. godine).

### 20. stoljeće
Željeznička pruga prolazi 1920., a prvi vlak 1921. godine.
Razdoblje austro-ugarske vlasti, odnosno Vojne krajine, ostavilo je povijesnu jezgru grada, koja je tijekom francuskih prodora i iste, kratkotrajne vladavine (brončani reljef Roberta Frangeša-Mihanovića u spomen na Bilajsku bitku 1809., na pročelju Katedrale), zatim ratna razaranja tijekom I. i II. svjetskog rata, te Domovinskog rata, ali i urbanističkih rješenja u ime razvitka 70-ih godina 20. stoljeća, doživljavaju brojne devastacije i preinake.
Od kraja 19. stoljeća, pa do 1940. godine, Gospić živi intenzivnim životom manje metropole.
Polovicom 19. stoljeća sjedištem je Ličke pukovnije (Lička krajiška pješačka pukovnija cara Franje Josipa br. 1., nje. Kaiser Franz Josef Likaner 1 grenz Regiment).
Kulturne ustanove su vrlo aktivne, osnutak Matice hrvatske, Hrvatskog sokolskog društva, razvijaju se brojne sportske udruge, građani se angažiraju u osnivanju i radu različitih udruga i društava (Gospićko pjevačko društvo "Hrvat", Dobrovoljno vatrogasno društvo i dr.).
Godine 1900. u gospićkoj park šumi Jasikovac bilo je tenisko igralište, prvo u ovom dijelu Europe.
No, u političkom svijetu, Gospić proživljava svoju kalvariju. Težak život i gušenje nacionalne pripadnosti u Kraljevini Jugoslaviji pod žandarmerijskim terorom velikosrpskih hegemonista, rezultira Velebitskim, odnosno Brušanskim ustankom 1932. godine. Gospić je prije Drugog svjetskog rata bio grad obrtnika i službenika. Hrvati, iako većina, bili su obespravljeni i izvrgnuti nasilju srpske manjine.
Gospić je prije i tijekom Drugog svjetskog rata bio poznat po jakoj ustaškoj organizaciji. Za vrijeme Drugog svjetskog rata, Gospić je bio u sastavu NDH-a, sve do 4. travnja 1945. Vlast NDH-a u Lici neprestano je funkcionirala tijekom Drugog svjetskog rata jedino u Gospiću. U Gospiću je već ranije djelovala skupina istaknutijih Pavelićevih pristalica, uglavnom intelektualaca, npr. Andrija Artuković, Jozo Dumandžić, Jurica i Mate Frković. Jozo Dumandžić imao je odvjetničku pisarnu zajedno s Andrijom Artukovićem u Gospiću prije rata. Logor Jadovno bio je sabirni logor u dolini Velebita, zapadno od Gospića, koji je 1941. vodila Ustaška obrana tijekom NDH. Djelovao je od 11. travnja do 25. kolovoza 1941. godine po nalogu Eugena Dide Kvaternika. Logorski sustav sačinjavali su tadašnji zatvor u Gospiću, logor na Velebitu i logor Slano na otoku Pagu. U logoru, koji je izradilo nekoliko stotina mladih Židova iz Zagreba, završili su brojni konvoji koji su vlakovima stizali iz cijele Hrvatske i dalje pješice na Velebit.
Kada su nakon uzaludnih pokušaja tijekom rata, 4. travnja 1945. partizani ušli u Gospić dogodile su se brojne likvidacije. Najprije su prvih 48 sati ubijali Gospićane koje su ranije popisali za odstrjel. Među više partizanskih zatvora u Gospiću isticale su se kaznionica u gradskom središtu i zgrada u kojoj je do dolaska partizana bila financija na Tratini blizu Kaniškoga mosta na rijeci Bogdanici. Brojni građani odvođeni su na stratište, te im se ni danas ne zna posljednje počivalište. Jedno od takvih mjesta je pored današnjeg gradskog groblja Sv. Marije Magdalene, kojem uskoro predstoji civilizirano obilježavanje dostojno žrtve. Među ubijenima su i svećenik i pisac Dragutin Kukalj te redovnica i medicinska sestra Žarka Ivasić, mučenica, za koju je pokrenut biskupijski postupak za proglašenje blaženom. Tijela pobijenih Hrvata nalaze se po neobilježenim i neistraženim stratištima i skupnim grobištima koja su danas zarasla pod šumom i šikarom, a nalaze se u obližnjim mjestima i predjelima Divoselo, Imovina, Jasikovac, Korenica, Ljubovo, Smiljan, Široka Kula, pa čak i u Karlobagu.
U doba Jugoslavije, Gospić se relativno slabo razvijao u odnosu na druga područja, dijelom iz geografskih, dijelom iz ekonomskih, a najvećim dijelom iz političkih razloga. Tome je pridonijela i ekonomska migracija u druge dijelove Hrvatske, a od 1960-ih i zemlje Zapadne Europe i Kanadu. Time je nastavljen demografski trend depopulacije Like koji traje do današnjih dana. Unatoč tome bilo je industrijalizacije. Godine 1950. godine osnovana je u Ličkom Osiku tvrtka "Ivan Gošnjak", koja je 1954. godine primijenila naziv u Radna organizacija „Marko Orešković“ Lika (skraćeno MOL). Do početka 1990-ih godina tvornica MOL bila je najznačajnije poduzeće metalne industrije Like s oko 1500 zaposlenika, za koje je sagrađeno novo naselje u Ličkom Osiku, koje je rijedak primjer novoplaniranog grada nastalog u Hrvatskoj u drugoj polovici 20. stoljeća.
Težnju hrvatskog čovjeka za svojom državnošću i stvaranje moderne države Hrvatske, Gospić je dočekao 1990. godine, no već se iduće godine našao u ratnom vihoru kojem se herojski usprotivljuje i nakon niza vojno-redarstvenih akcija kojima brani svoj teritorij i završetka Domovinskog rata, 1995. godine pristupa obnovi razrušenog grada, izgrađujući danas moderno županijsko središte. Na prvim demokratskim izborima 1990. godine, s obzirom na svoju hrvatsku većinu, Gospić se opredijelio za Hrvatsku demokratsku zajednicu. Ubrzo nakon toga, područja Gospića sa srpskom manjinom priključila su se nacionalističkom pokretu koji će dovesti do stvaranja Republike Srpske Krajine. Dio Srba ostao je na hrvatskoj strani.

### Domovinski rat i velikosrpska agresija
Grad je bio jednim od važnih strateških i psiholoških ciljeva velikosrpskim snagama. Prvo značajnije uznemirenje situacije je bilo u lipnju 1991., a u rujnu su se bile vodile žestoke bitke za grad. Prijetila je opasnost da će ga velikosrbi zauzeti i situacije je bila vrlo neizvjesna.
Gospićani su prvih dana uspjeli zaustaviti napredovanje četničkih bandi.
Policija, ZNG i građani zauzeli su crtu bojišta koja nikada nije probijena.
Već 4. rujna osnovana je proslavljena 118. brigada HV s prvim zapovjednikom Mirkom Norcem. Najžešće pješačke borbe vođene su od novog mosta na Novčici do Alarovog brda 10. rujna 1991. godine kada su tenkovi gotovo ušli u grad. Nakon pada perušićke vojarne 14. rujna, potom 18. rujna vojarne u Gospiću, hrvatske su se postrojbe imale s čime braniti. Međutim, na okupiranim područjima nastavljeni su masakri nad hrvatskim civilima, ubijani su civili u Lovincu, Perušićkoj Kosi, Širokoj Kuli, Urijama, Ličkom Osiku...
Napadi na Gospić i okolna mjesta nisu jenjavali. U znak odmazde za uspješnu akciju hrvatskih snaga u Divoselu koja je izvedena 16. listopada, četničko je topništvo 19. listopada 1991. punih 10 sati bez prestanka tuklo po Gospiću.
U tim najtežim napadima grad je gorio na dvadesetak mjesta. Prema grubim procjenama, samo toga dana na Gospić je palo više od tisuću projektila, po nekim izvorima znatno više.
Između 16. i 18. listopada 1991. u Gospiću su hrvatski vojnici ubili između 23 i 50 lokalnih civila, većinom srpske nacionalnosti. Masakr se dogodio samo tri dana nakon što su srpski vojnici počinili pokolj nad Hrvatima u Širokoj Kuli. Hrvatski vojni sud kasnije je utvrdio brojku od 50 ubijenih civila; polovica (24) su bili Srbi. Zapovjednik akcije, general Mirko Norac, osuđen je 2003., zajedno s četvoricom ostalih, za odgovornost. Osuđeni su i Tihomir Orešković na 15 godina zatvora i Stjepan Grandić »Štef« na 10 godina zatvora.
Dana 1. studenoga 1992. godine osnovana je 6. (kasnije 9.) gardijska brigada HV. U prvoj većoj osloboditeljskoj akciji HV-a, u siječnju 1993. godine na Maslenici je sudjelovala i gospićka 9. gardijska brigada. Bez ijednog izgubljenog vojnika, deveta je iz Rovanjske silovito potisnula brojčano i tehnički nadmoćnijeg neprijatelja i zauzela visove kod Tulovih greda. Na tim položajima zamjenu je obavila 118. brigada HV koja je uz ljudske žrtve u travnju odbila siloviti napad "Niških specijalaca", zrakoplova i topništva tzv. "vojske Krajine". U međuvremenu napadi na Gospić bili su gotovo svakodnevni i pala je odluka da se zauvijek ušutkaju četnički topovi u Divoselu i Čitluku.
Ove dvije brigade HV su uz pomoć policije sudjelovale u oslobađanju područja "Medačkog džepa". Akcija je provedena 9. rujna 1993. godine, a broj topničkih napada na Gospić nakon tog datuma je prepolovljen. Zbog ubojstava civila i ratnih zarobljenika u akciji, na višegodišnju zatvorsku kaznu je osuđen (po zapovjednoj odgovornosti) general Mirko Norac, jedan od zapovjednika akcije.
U veljači 1994. godine četnici su na obroncima Ljubova nastojali osvojiti položaje Hrvatske vojske kod kote "Repetitor". Nakon četverodnevnih borbi, četnici su uz jake gubitke uzmakli. Tijekom borbi, Gospić i Perušić nemilice su granatirani.
Dana 4. kolovoza 1995. godine u 6.00 sati pokrenuta je operacija Oluja.
Združene snage pričuve i profesionalnaca krenule se na svim položajima.
Nesavladivo "gvozdeno Ljubovo", kako su ga zvali Martićevci, popustilo je već prvog dana, da bi 5. kolovoza hrvatske snage ušle u Lički Osik, Bunić, Svračkovo Selo, Podlapaču, Medak. Brojni civili koji su zatečeni u oslobađanju izjavili su kako su paravojne postrojbe bježale pred civilima, ostavljajući ih bez prijevoza i zaliha hrane. Susretom sa snagama Armije BiH na rijeci Uni, na ovim je prostorima rat završio jer su Srbi pobjegli u Republiku Srpsku i SR Jugoslaviju.
Neprijeporna je istina da je Gospić nakon Vukovara najrazrušeniji hrvatski grad, za čiju je slobodu živote položilo više stotina vojnika, policajaca i civila.

### Nakon Domovinskog rata
U usporedbi s 1991. godinom, broj Hrvata je porastao s 5015 na 11 860 2011. godine, a broj Srba je pao s 3243 1991. godine na 609 stanovnika 2011. Nakon završetka Domovinskog rata, Gospić se s obzirom na velika ratna razaranja, teško oporavljao, a od 2000. godine dodatni problem su predstavljale političke napetosti s novom vladom lijevog centra. U kolovozu 2000., u Gospiću je ubijen Milan Levar, hrvatski branitelj i zaštićeni haaški svjedok. Nakon toga, provedene su policijske istrage i suđenja te sudske presude za ratne zločine na koje je Levar ukazivao. Nakon rata ostale su brojne mine u okolici Gospića.
Dana 25. svibnja 2000. godine papa Ivan Pavao II. izdao je bulu kojom dijeli dosadašnju Riječko-senjsku nadbiskupiju na dvije crkvene jedinice: Riječku nadbiskupiju i Gospićko-senjsku biskupiju. Novoj biskupiji pripali su dekanati: gospićki, ogulinski, otočki, senjski i slunjski. Za prvog biskupa imenovan je Mile Bogović, sa sjedištem u Gospiću.
Gospodarski poticaj napretku Gospića dala je izgradnja autoceste A1, koja prolazi kroz Gospić i Liku, otvorene 26. lipnja 2005. U Lici i Gorskom kotaru povoljan utjecaj nove prometnice na razvoj bio je primjetan i prije njezina dovršetka.
Prigodom 150. godišnjice rođenja Nikole Tesle, 10. srpnja 2006. u Smiljanu je otvoren Memorijalni centar »Nikola Tesla«.
U Smiljanskom je polju početkom srpnja 2021. otvorena energana na biomasu za proizvodnju električne i toplinske energije.
U organizaciji Ličko-senjske županije, Grada Gospića i Gospićko-senjske biskupije te uz potporu Ministarstva hrvatskih branitelja, u Gospiću je 3. travnja 2024. održan posljednji ispraćaj i pokop 253 žrtve Drugoga svjetskog rata i poslijeratnog razdoblja, ekshumirane na predjelu ispred gospićkoga groblja sv. Marije Magdalene.
Dana 4. svibnja u Gospiću se okupilo deset tisuća mladih iz raznih dijelova Hrvatske i iseljeništva na XII. Susretu hrvatske katoličke mladeži.

## Kultura
- Muzej Like Gospić
- Državni arhiv u Gospiću
- Matica hrvatska (Gospić)

Tradicionalne godišnje manifestacije u Gradu Gospiću su:
- Lički likovni anale (Likanale), održava se od 1966. godine (Muzej Like, Grad Gospić);
- Gospićko glazbeno ljeto, održava se od 2000. godine;
- Radio Gospić[32]
- Jesen u Lici, izložba tradicijskih proizvoda, održava se od 1999. godine. Prvi organizatori bili su: Ekološka udruga "Kap života", Park prirode Velebit i ZOE – centar za očuvanje ruralnog nasljeđa.

Na području Grada djeluju: folklorni ansambl "dr. Ante Starčević" iz Gospića, folkorna skupina "Velebit" iz Donjih Pazarišta te KUD "Lika" iz Ličkog Osika i HKUD Široka Kula. Ta društva nastoje sačuvati ličke običaje poput ličkog prela. To je stari običaj okupljanja u večernjim satima uz pjesmu, ples ličko kolo, šale i igre. Članovi KUD-ova čuvaju tradicionalne ličke narodne nošnje, čiji je sastavni dio lička kapa. Hrvatska lička kapa ima 12 kitica (simbolika 12 apostola), kratke su do ramena, te je obod od crvenog platna izvezen crnim koncem, tvoreći stiliziranu ornamentiku; srpske ličke kape imaju 9 kitica (simbolika 9 Jugovića koji su poginuli na Krbavskom polju), te se spuštaju dugo niz leđa, a kapa je crnog oboda, gusto izvezena crnim koncem bez ornamentike.
Memorijalni centar "Nikola Tesla" u Smiljanu djeluje od 2006. godine. Sastoji se od prije postojećih i novo sagrađenih objekata. Prije postojeći objekti su: Rodna kuća Nikole Tesle, crkva sv. apostola Petra i Pavla, gospodarski objekt (štala) kameni spomenici i klupa arhitrekta Zdenka Kolacija. Novo sagrađeni objekti su: trijem, ispitna stanica. multimedijski centar s pripadajućim igralištem za djecu, spomenik Nikoli Tesli autora Mile Blaževića, vanjski auditorij, teslina turbina i most ili platforma.
Rodna kuća Ante Starčevića u Žitniku, Spomen-dom dr. Ante Starčevića sagrađen je 1998. godine i otvoren 23. svibnja 1998. povodom 175. godišnjice rođenja Oca Domovine dr. Ante Starčevića.

### Znamenitosti
U starogradskoj jezgri Gospića nalazi se kip djevojke nazvane "Marta", u znak sjećanja na uvođenje vodovoda 1894. godine.
Od ostalih starih zdanja tu se nalazi:
- zgrada muzeja "Like" s najcjelovitijom zbirkom dinarske tradicijske kulture u Hrvatskoj,
- katedrala Navještenja Blažene Djevice Marije u Gospiću izgrađena 1783. U rujnu 1991. bombardirala ju je i oštetila srpska vojska, a obnova je počela odmah tijekom Domovinskoga rata i ubrzo je obnovljena. U crkvi se nalaze tri oltara, slike iz 18. i 19. stoljeća, drveni kip Mojsija i barokna propovjedaonica. Na crkvi je i spomen-ploča, rad Roberta Frangeša Mihanovića, posvećena palima u bitci kod Bilaja,
- na groblju sv. Magdalene nalazi se crkva sv. Marije Magdalene iz 19. stoljeća,
- kapela sv. Ivana Nepomuka u Gospiću iz 1756.
- zgrada Visoke učiteljske škole izgrađena 1869.,
- zgrada Županije Ličko senjske izgrađena 1894. godine,
- "Murkovića mlin" (stari mlin vodenica na Novčici),
- rodna kuća velikog hrvatskog slikara Miroslava Kraljevića.

U neposrednoj okolici Gospića nalaze se i dvije park šume, Jasikovac i Vujnovića brdo, u kojima su spočetkom 20. stoljeća bili izgrađeni teniski tereni gdje je osnovan i najstariji tenis klub u Hrvatskoj, gradski tenis klub "Gospić 1900". Rizvan City je pustolovno-izletnički centar u podvelebitskom selu Rizvanuša, koji ima šumski adrenalinski park i tradicionalnu ličku kuću te kamp. U Velikoj Plani nalazi se kaubojski ranč i kamp "Linden Tree", koji je uvršten u top 10 luksuznih kampova Europe 2016. godine.
U selima oko Gospića nalazi se veći broj katoličkih crkvi. Ističu se crkva Sv. Ivana Krstitelja u Aleksinici, koju je izgradio pop Marko Mesić 1695. godine, crkva Sv. Antuna Padovanskog u Ličkom Novom, sagrađena 1690. godine te župna crkva Sv. Jakova apostola u Donjem Pazarištu sagrađena 1700. godine. U Gospiću je postojao hram Srpske pravoslavne crkve posvećen Svetom Velikomučeniku Georgiju izgrađen 1785. godine, obnovljen 1903. i 1964. godine, a do temelja srušen 1992. godine. Danas se na mjestu hrama nalazi parkiralište. Osnova crkve i zidovi bili su u baroknom stilu, a toranj je bio u srpsko-bizantskom stilu.

## Prirodne znamenitosti
Na širem području Gospića nalazi se velik broj vrijednih prirodnih znamenitosti kao što su: Nacionalni park Paklenica, Park prirode Velebit, Ličko polje u kršu, rijeke Lika, Novčica, Bogdanica i Jadova, spilje Ostrovica i Pčelina, Kruščićko jezero, poučna staza Terezijana, paleontološki spomenik prirode Velnačka glavica, park šume Jasikovac i Vujnovića brdo te vrijedne preborne šume bukve, jele i smreke. Medačke borove kulture najveći su kompleks posađene crnogorice (crni bor, obični bor, europski ariš, obična smreka i američki borovac) u Lici na 2329 hektara.

### Park prirode Velebit
Park prirode Velebit je najznačajnije endemsko čvorište flore i kopnene faune u Hrvatskoj. Upravno sjedište Parka je u Gospiću. Položaj Velebita, kao i njegova geološka građa, utjecali su na razvoj veoma bogatog i raznolikog živog svijeta. Do sada je registrirano 2700 biljnih vrsta, od kojih čak 78 endemskih. Na području Velebita se gnijezdi velik broj različitih vrsta ptica, a od sisavaca svakako treba spomenuti u Europi ugrožene vrste: smeđi medvjed, ris, tetrijeb i sivi vuk. Najviše je bukovih šuma i to na područjima ispod 900 metara. Na nadmorskim visinama iznad 800 metara dinarske su bukovo-jelove šume. Iznad 1000 metara primorska je bukova šuma i raste na kamenim platoima. Od tih visina do vrhova na 1650 metara pretplaninske su šume bukve i gorskog javora. To su prostori pod snijegom, gdje je snažni vjetar povio stabla svojom težinom. Diči se velikim brojem prirodnih vrijednosti kao što su neobične stijene, divlji kanjoni, duboke jame i spilje. Zbog posebne prirodne vrijednosti, UNESCO je 1978. godine planinu Velebit uvrstio u međunarodnu mrežu rezervata biosfere – MAB.

### Rijeka Lika
Lika je najveća lička rijeka ponornica u Hrvatskoj s dužinom od 78 km. Njezin površinski tok teče kroz Ličko polje. Izvire u podnožju Velebita na nadmorskoj visini oko 600 metara. U svojem toku prima vode Jadove, Novčice, Otešice i niza manjih pritoka. Približna površina porječja Like iznosi 1570 četvornih kilometara. U kanjonu Like sagrađena je brana akumulacijskog jezera Kruščica. Lika je odsječena od ponora u Lipovu polju gdje je ponirala spojena s rijekom Gackom. Od izvora do Gospića, Lika je svrstana u prvu kategoriju po kakvoći vode te se koristi za napajanje vodovoda za Primorje i otoke.
Vode rijeka oko Gospića nastanjuju 22 riblje vrste od kojih su najznačajnije: pastrva, štuka, šaran, amur, linjak, som, zlatni karas, ostriž i klen. U gornjim (izvorskim) dijelovima toka živi autohtona endemska vrsta lički pijor ili lički pijur (lat. Phoxinellus croaticus), koja je specifična za ovo krško područje.

### Visočica – balerina
Visočica je istaknut vrh osovljen nad strmom ličkom padinom Velebita. Zahvaljujući svojem položaju, to je jedan od najljepših vidikovaca na cijelom Velebitu. Nadomak hrpta Visočice, zapadno od vrha i oko 30' ispod njega, nalazi se na granici šumskog pojasa Gojtanov dom. Područje Visočice je floristički iznimno bogato, pronađeno je i opisano oko 500 različitih biljnih vrsta.
Podružnica Hrvatskog planinarskog društva na području Gospića osnovana je 1898. godine. Iste te godine organiziran je i prvi izlet Gospićana na Visočicu. U spomen na to svake se godine održavaju pohodi iz Gospića na Visočicu. Godine 1950. osnovano je Planinarsko društvo "Visočica". Gojtanov dom na Visočici nazvan je po prvom predsjedniku društva i odvjetniku Ivanu Gojtanu, napravljen je 1929. godine, zapaljen 1940., obnovljen 1963., ponovno zapaljen 24. listopada 1991. i ponovno obnovljen nakon razminiravanja 2016. godine. Na planinarskoj stazi od Rizvanuše do Visočice, poginuli su u Domovinskom ratu zapovjednik riječke specijalne policije Marino Jakominić i pripadnik Alfi Miroslav Fabečić.
Zimi, a naročito u vrijeme topljenja snijega, iz Gospića i okolice se na obroncima Visočice vidi "balerina" – veća nakupina snijega u usijeku na padini, koji svojim oblikom podsjeća na balerinu.

## Sport
Godine 1900. u gospićkoj park šumi Jasikovac bilo je tenisko igralište, prvo u Hrvatskoj i ovom dijelu Europe. U Jasikovcu je osnovan i najstariji teniski klub u Hrvatskoj, gradski tenis klub "Gospić 1900".
Josip Čorak rođen u Rastoki kraj Gospića osvajač je srebrnog odličja na Olimpijskim igrama 1972. u Münchenu u hrvanju grčko-rimskim načinom u poluteškoj-kategoriji. Bio je i europski prvak. Tek kao osamnaestogodišnjak počeo se baviti hrvanjem u HK "Partizan" u Gospiću. Godine 1966. osniva HK "Lika" u kojem od osnutka do danas djeluje kao natjecatelj, trener i voditelj struke. Proglašen je sportašem 20. stoljeća u Ličko-senjskoj županiji.
Ivana Brkljačić, državna rekorderka u bacanju kladiva, svjetska i europska juniorska prvakinja, živjela je u svome djetinjstvu od 1983. do 1993. u Trnovcu kraj Gospića.
Žarko Susić, rođen u Gospiću, bio je doajen sporta, najstariji aktivni hrvatski i svjetski sportski novinar koji je pisao i s 95 godina. Izvješćivao je s mnogih europskih i svjetskih prvenstava, te s čak 16 olimpijskih igara, od Cortine d'Ampezzo 1956. do Atene 2004.
Košarkašice ŽKK Gospić bile su prvakinje Hrvatske: 2000., 2002., 2004., 2006., 2009., 2010., 2011. i 2012. i osvajačice Kupa Hrvatske: 2003., 2005., 2007., 2009., 2010., 2011. i 2012. godine.
Nikola Kleut, rođen u Medaku kraj Gospića, nastupio je na Olimpijskim igrama 1936. u Berlinu u bacanju diska. Bio je državni rekorder u bacanju diska.
- NK Gospić '91, nogometni klub
- NK Velebit Žabica, nogometni klub
- NK Croatia Lički Osik, nogometni klub
- NK Pazarište Klanac, nogometni klub
- HMNK Gospić, malonogometni klub
- RK Gospić, rukometni klub
- ŽKK Gospić, košarkaški klub
- Hrvački klub Ban Jelačić
- KK Visočica, kuglački klub

## Obrazovanje

### Predškolski odgoj
Predškolska ustanova Dječji centar Gospić osnovana je 1974. godine. U svom sastavu ima područni odjel u Općini Karlobag i Općini Perušić.
Dana 8. rujna 2003. godine Ustanova je preselila u novi suvremeno koncipiran objekt površine 2400 m² koji može prihvatiti do 12 odgojno-obrazovnih skupina primarnog programa. Trenutno u ustanovi boravi 250 djece za kojih se brine 47 ukupno zaposlenih. Dobivanjem na upotrebu ovakvog objekta u kojem su uvaženi svi standardi društvene brige o djeci predškolskog uzrasta stvoreni su svi uvjeti za rast i razvoj predškolske djece, koje ima malo predškolskih ustanova u RH.
Ustanova ima organizirane dvije vrste programa:
10-satni primarni program u:
- Gospiću s 11 odgojno-obrazovnih skupina, obogaćen kineziološkim aktivnostima, kraćim vjerskim programom i informatičkom radionicom za djecu starijih skupina
- Perušiću s 1 odgojno-obrazovnom skupinom
- Karlobagu s 1 odgojno-obrazovnom skupinom.

Program Predškole
- u Gospiću s tri /3/,
- u Ličkom Osiku s dva /2/,
- u Perušiću u sklopu redovnog programa,
- u Karlobagu u sklopu redovnog programa.

### Stručni rad
Rad se organizira po Programskim osnovama koje je izdalo Ministarstvo znanosti, obrazovanja i športa RH. Glavni i osnovni zadatak u organizaciji rada je zadovoljavanje potreba predškolske djece zaposlenih roditelja.
Stručno je osmišljena zdravstvena zaštita te briga za rast i razvoj svakog djeteta uvažavajući individualne potrebe. Glavna zadaća u radu, slijediti inovacije i pedagoška dostignuća te intenzivirati povezanost vrtića i obiteljskog doma kako bi što bolje pomogli zaposlenim roditeljima.
Radi praćenja suvremenih dostignuća u pedagoškoj praksi velika pažnja se posvećuje raznim oblicima stručnog usavršavanja kako odgojno-obrazovnog tako i ostalih radnika. U te svrhe se organiziraju stručne ekskurzije u druge vrtiće na području RH, prisustvuje se seminarima koje organizira resorno Ministarstvo, Zavod za unapređenje školstva PJ Rijeka.
Zavod za unapređenje školstva PJ Rijeka izabrao je Dječji centar Gospić za sjedište stručnog aktiva svih odgajatelja Ličko-senjske županije, a za predsjednika je izabrana odgajateljica iz Gospića Ružica Grivičić.

### Osnovno školstvo
Na području Grada Gospića djeluju tri osnovne škole:
- Osnovna škola dr. Jure Turić
- Osnovna škola Dr. Ante Starčević
- Osnovna škola Lički Osik

### Srednje školstvo
U Gospiću djeluju dvije srednje škole:
- Gimnazija Gospić
- Strukovna škola Gospić

### Visoko školstvo
U Gospiću djeluje Veleučilište "Nikola Tesla", koje ima stručne studije: 
- Ekonomika poduzetništva,
- Upravni studij i
- Cestovni promet.

U sklopu Veleučilišta od 30. studenog 2010. godine djeluje i stručno-istraživački centar imena Centar za krš kao izvannastavni odjel.

## Poznati Gospićani i Gospićanke
U Gospiću su rođeni i/ili djelovali:
- Nikola Bićanić, profesor
- Fran Binički, hrv. pisac, svećenik
- Jakov Blažević, hrv. političar
- Ivana Brkljačić, hrv. športašica
- Karlo Brkljačić-Kacan, hrv. političar
- Bude Budisavljević, hrv. pisac
- Dragutin Buneta, liječnik
- Josip Čorak, športaš
- Julije Derossi, profesor, hrv. prevoditelj
- Lavoslav Došen, general
- Marko Došen, političar
- Petar Došen, hrv. časnik, nositelj odličja Legije časti
- Milan Dozet, srpski košarkaš
- Josip Filipović, general
- Ivica Frković, ministar šuma i ruda NDH
- Milovan Gavazzi, etnolog
- Cvijeta Grospić, hrv. i fra. književnica
- Žarka Ivasić, časna sestra, mučenica
- Mladen Kauzlarić, arhitekt
- Edo Kovačević, slikar
- Ferdinand Kovačević, zaslužan za razvoj telefonije
- Manja Kovačević, profesorica
- Miroslav Kraljević, veliki hrvatski slikar
- Milan Mandarić, poduzetnik
- Božena Marcelić, hrv. pjesnikinja
- Darko Milinović, hrvatski političar i liječnik
- Marko Orešković, političar
- Grga Pejnović, (1915. – 2002.) hrvatski profesor i publicist. Objavljivao je i pod pseudonimom Smiljan Velebit.
- Kata Pejnović, političarka
- Ante Rukavina, veterinar, književnik i planinar
- Grga Rupčić, hrv. književnik i kolumnist
- dr. Ante Starčević, hrv. velikan političke misli, "otac domovine"
- Šime Starčević, hrv. gramatičar
- Žarko Susić, športski novinar i atletski trener
- Nikola Tesla, znanstvenik i izumitelj svjetskog značaja
- Jure Turić, hrv. pisac
- Nikica Valentić, hrvatski predsjednik vlade
- Vale Vouk, hrvatski botaničar slovenskog podrijetla
- Lavoslav Vukelić, hrv. pisac
- Ljudevit Zimpermann, pravnik i političar

## Grad pobratim
1. Sieradz, Poljska

## Galerija
- Spomenik braniteljima Gospića ispred zgrade suda
- Trg Ante Starčevića
- Pogled na katedralu Navještenja Blažene Djevice Marije
- Poprsje blaženog kardinala Alojzija Stepinca na istoimenom trgu u Gospiću
- Poprsje dr. Franje Tuđmana na trgu Alojzija Stepinca u središtu grada
- Poprsje pape svetog Ivana Pavla II. u parku Kolakovac u središtu grada
- Kip Nikole Tesle
- Fontana "Vila Velebita"
- "Hrvatske šume" – Uprava šuma podružnica Gospić
- Autocesta A1 kod Gospića
- Velebit
- Lička buša, karakteristična za Liku
- Janjetina i krumpir
- Velebitsko pivo
- Lički škripavac
- Mirila, posebna tradicija pokapanja.

## Vanjske poveznice
- Službene stranice
- Turistička zajednica grada Gospića[neaktivna poveznica]
- Službene stranice Gospićko-senjske biskupije
- Gospić Online – portal
- - Lika express – portal
- - Slobodna Lika – portal
- - Lika press – portal
- - Lika plus – portal